# Moustier-sur-Sambre
Moustier-sur-Sambre (wa. Moustî-so-Sambe) – dzielnica (section) gminy Jemeppe-sur-Sambre w Belgii, w Regionie Walońskim, w prowincji Namur, w okręgu Namur. 1 stycznia 2020 roku liczyła 3426 mieszkańców. Do 31 grudnia 1976 r. samodzielna gmina. Leży nad Sambrą.

## Demografia
Liczba mieszkańców, stan na 1 stycznia:
| Rok                | 1930 | 1947 | 1961 | 2020 |
| ------------------ | ---- | ---- | ---- | ---- |
| Liczba mieszkańców | 3215 | 2888 | 3008 | 3426 |